# Diego Gallego
Diego Gallego Arnaiz (Burgos, 9 juni 1982) is een voormalig Spaans wielrenner. Hij was professional van 2006 tot 2012.

## Erelijst
2004
- 4e etappe Ronde van Salamanca

2005
- 2e etappe Volta a Coruña
- 6e etappe Circuito Montañés
- 1e etappe Bizkaiko Bira
- 5e etappe Bizkaiko Bira
- Eindklassement Bizkaiko Bira
- 1e etappe deel b Ronde van León (met Jesús Tendero, Juan José Abril, Fernando Herrero, Giovanny Báez, Javier Sáez en Lizardo Benitez)
- Eindklassement Vuelta a Palencia

2007
- 5e etappe Cinturón Ciclista Internacional a Mallorca